# Казе Ђакомино (Торино)
Казе Ђакомино је насеље у Италији у округу Торино, региону Пијемонт.
Према процени из 2011. у насељу је живело 13 становника. Насеље се налази на надморској висини од 624 м.